# カステルヴェーテレ・イン・ヴァル・フォルトーレ
カステルヴェーテレ・イン・ヴァル・フォルトーレ（イタリア語: Castelvetere in Val Fortore）は、イタリア共和国カンパニア州ベネヴェント県にある、人口約1,200人の基礎自治体（コムーネ）。

## 地理

### 位置・広がり
ベネヴェント県のコムーネ。県都ベネヴェントから北北東へ37kmの距離にある。

#### 隣接コムーネ
隣接するコムーネは以下の通り。括弧内のCBはカンポバッソ県（モリーゼ州）所属を示す。
- バゼーリチェ
- コッレ・サンニータ
- リッチャ (CB)
- サン・バルトロメーオ・イン・ガルド
- トゥファーラ (CB)